# Aage Brandt (forfatter)
 Der er flere personer med dette navn, se Aage Brandt.
Aage Brandt (født 9. februar 1944 i Kongens Lyngby, København) er læge og forfatter.

## Ekstern henvisning
- Aage Brandt